# Том Галс
Томас Едвард Галс (англ. Thomas Edward Hulce; нар. 6 грудня 1953, Детройт, Мічиган, США) — американський актор і театральний продюсер. Він найбільш відомий роллю Вольфганга Амадея Моцарта у фільмі «Амадей», який отримав нагороду «Оскар» (1984), а також ролями Ларрі «Пінто» Крогера у «Будинку тварин» (1978), Ларрі Бакмана у «Батьківстві» (1989) та Квазімодо в мультфільмі Діснея «Горбань з Нотр-Даму» (1996). Нагороди Галса включають премію «Еммі» за фільм «Хроніки Гайді», премію «Тоні» 2007 року за найкращий мюзикл як головний продюсер фільму «Весняне пробудження», номінацію на премію «Оскар» за найкращу чоловічу роль у фільмі «Амадей» і чотири номінації на «Золотий глобус».

## Раннє життя
Томас Едвард Галс народився 6 грудня 1953 року в Детройті, штат Мічиган (деякі джерела помилково вказують місце його народження як Вайтвотер, штат Вісконсін). Наймолодший із чотирьох дітей, він виріс у Плімуті, штат Мічиган. Його мати, Джоанна Вінклман, деякий час співала з дівочим оркестром Філа Спітальні, а батько, Реймонд Альберт Галс, працював у Ford Motor Company. У дитинстві він хотів бути співаком, але перейшов на акторство після того, як його голос змінився в підлітковому віці. Він покинув батьківський будинок у віці 15 років і відвідував Академію мистецтв Інтерлочен і Школу мистецтв Північної Кароліни, залишивши їх за рік до закінчення бакалавра мистецтв. Він здобув ступінь бакалавра в коледжі Белойт у Вісконсині.

## Кар'єра

### Акторська кар'єра
Галс дебютував як актор у 1975 році, зігравши разом з Ентоні Гопкінсом у виставі «Equus» на Бродвеї та в Лос-Анджелесі. Протягом решти 1970-х і на початку 1980-х років він працював переважно як театральний актор, час від часу граючи в кіно. Його перша роль у кіно була у просякнутому духом Джеймса Діна фільмі під назвою «30 вересня 1955 року» в 1977 році. В наступній ролі він зіграв студента-першокурсника Лоуренса «Пінто» Крогера у класичній комедії «Дім тварин» (1978). У 1983 році він зіграв жертву вогнепального поранення в телевізійному шоу «St. Elsewhere».
На початку 1980-х в рамках інтенсивної конкуренції (зокрема, Девіда Боуї, Михайла Баришнікова, Марка Гемілла та Кеннета Брана) Галса було обрано на роль Моцарта в кіноверсії п'єси Пітера Шаффера «Амадей», знятої режисером Мілоша Формана. У 1985 році він був номінований на премію «Оскар» за найкращу чоловічу роль, програвши партнерові по фільму Ф. Мюррею Абрагаму. У своїй промові нагородження Авраам віддав належне колезі, сказавши: «Сьогодні мені не вистачає лише одного — щоб поруч зі мною стояв Том Галс».

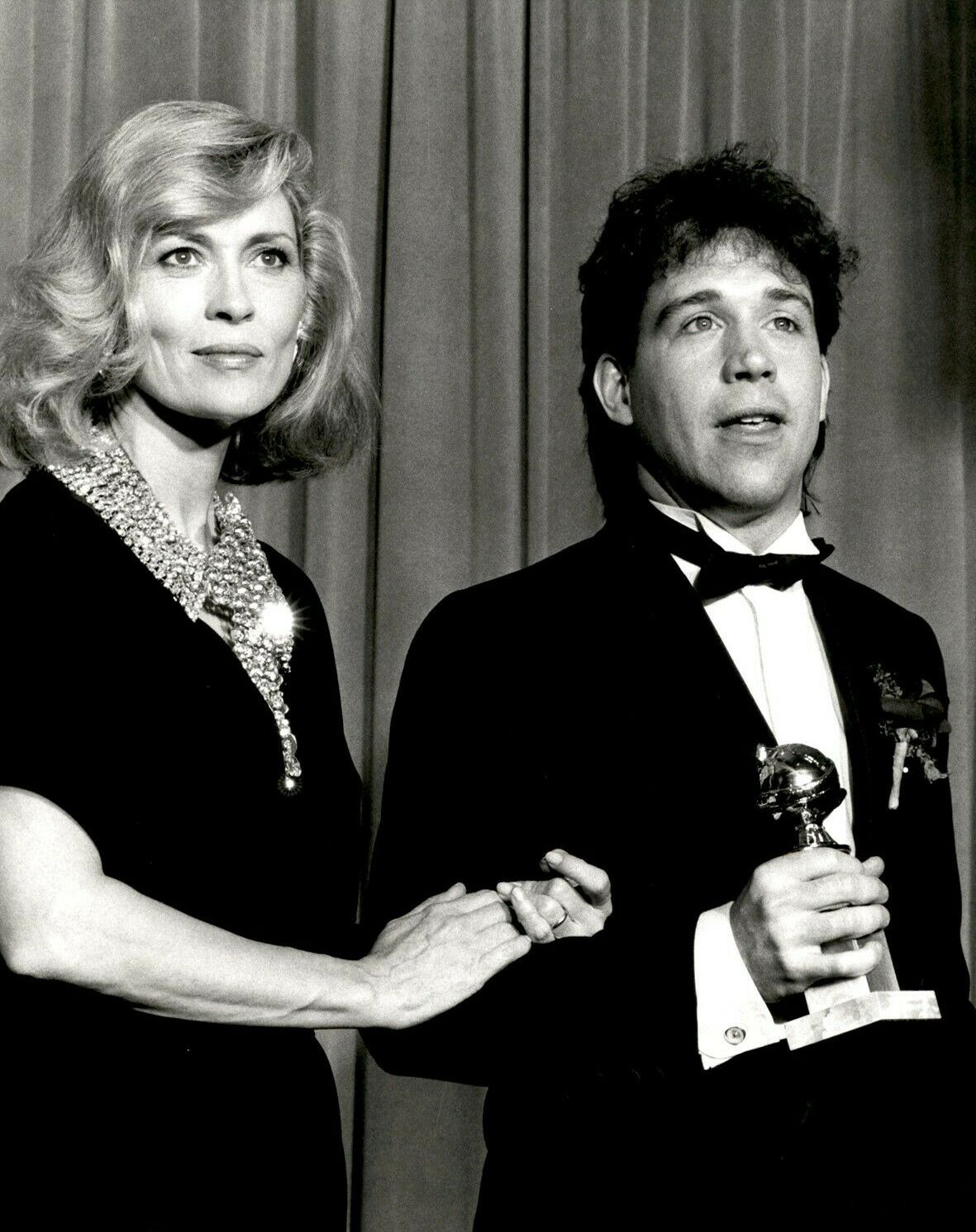
Галс з Фей Данавей на 42-й церемонії вручення премії «Золотий глобус», січень 1985 року

У 1989 році він отримав другу номінацію на премію «Золотий глобус» за найкращу чоловічу роль за визнану критиками гру збирача сміття з інтелектуальними проблемами у фільмі 1988 року «Домінік і Юджин». Він грав ролі другого плану у фільмах «Батьківство» (1989), «Безстрашний» (1993) і «Франкенштейн Мері Шеллі» (1994). У 1988 році він зіграв головну роль у британсько-голландському фільмі «Людина-тінь» польського режисера Пьотра Андреєва.
У 1990 році він був номінований на свою першу премію «Еммі» за роль борця за громадянські права 1960-х років Майкла Швернера в телевізійному фільмі 1990 року «Вбивство в Міссісіпі». Він знявся в ролі кіномеханіка Йосипа Сталіна у фільмі російського режисера Андрія Кончаловського «Ближнє коло» 1991 року. У 1996 році він отримав премію «Еммі» за роль педіатра в телевізійній версії п'єси Венді Вассерштайн «Хроніки Гайді» з Джеймі Лі Кертіс у головній ролі. Того ж року його взяли на роль в анімаційній адаптації Діснея «Горбань з Нотр-Даму», де він надав розмовний і співочий голос головного героя Квазімодо. Попри те, що в середині 1990-х років Галс майже припинив акторську кар'єру, він грав у фільмах «Персонаж» (2006) і «Телепорт» (2008).
Галс продовжував грати у театрі протягом усієї своєї акторської кар'єри. Крім «Equus», він з'явився в бродвейських постановках «Спогад про два понеділки» та «Кілька добрих людей», за які отримав номінацію на премію «Тоні» в 1990 році. У середині 1980-х він з'явився у двох різних постановках драми драматурга Ларрі Крамера «Нормальне серце», написаної на початку епідемії СНІДу. У 1992 році він зіграв головну роль у постановці Shakespeare Theatre Company «Гамлет». Серед його виступів у регіональному театрі — «Східний стандарт» у репертуарному театрі Сіетла та «Нічого святого» на форумі Марка Тейпера, обидва в 1988 році.
Він залишив акторську кар'єру в середині 1990-х, щоб зосередитися на режисурі та продюсуванні. У 2023 році Галс ненадовго повернувся до акторської гри, повторивши роль Квазімодо в короткометражному мультфільмі «Одного разу на студії».

### Кар'єра продюсера
Серед головних проєктів Галса — шестигодинна сценічна адаптація «Правил сидрового дому» Джона Ірвінга на два вечори; а також фестиваль моновистав Алана Беннета «Talking Heads», який отримав шість нагород Obie Awards, нагороду «Драма Деск», спеціальну нагороду Outer Critics Circle Award і нагороду New York Drama Critics’ Circle Award за найкращу іноземну п'єсу. Він також очолював «10 Million Miles», музичний проєкт Кіта Буніна та номінованої на премію Греммі співачки та автора пісень Петті Гріффін, прем'єра якого відбулася навесні 2007 року в Atlantic Theatre Company.
Галс був головним продюсером бродвейського хіта «Весняне пробудження», який отримав вісім премій «Тоні» у 2007 році, у тому числі одну за найкращий мюзикл. Він також виступив головним продюсером сценічної адаптації альбому Green Day American Idiot. Світова прем'єра мюзиклу відбулася в Берклі, штат Каліфорнія, в Berkeley Repertory Theatre у 2009 році та відбулася на Бродвеї у квітні 2010 року. У 2017 році він почав працювати продюсером мюзиклу «Ain't Too Proud», який у 2019 році отримав 11 номінацій на премію «Тоні». Він також продюсував фільм 2004 року «Будинок на краю світу» за мотивами роману Майкла Каннінгема.

## Особисте життя
У 2008 році Галс визнав себе геєм в інтерв'ю для Seattle Gay News. У тому ж інтерв'ю він скористався можливістю спростувати чутки про те, що одружився з жінкою (імовірно, італійській художниці, на ім'я Сесілія Ерміні) і мав від неї доньку, на ім'я Аня: «Ця інформація — що у мене є дружина і дитина — неправдива. У світі Інтернету є багато неправди. Будь-хто може писати щось у Вікіпедії, і це не обов'язково має бути правдою. Я почуваюся комфортно серед списків [відкритих акторів-геїв], хоча я перестав зніматися приблизно 10 років тому».

## Фільмографія

### Фільми
| Рік  | Назва                                  | Роль                          | Примітки |
| ---- | -------------------------------------- | ----------------------------- | --- |
| 1977 | 30 вересня 1955 року                   | Генлі                         | |
| 1978 | Будинок тварин                         | Лоуренс «Пінто» Крогер        | |
| 1980 | Ці губи, ці очі                        | Арті Шумейкер                 | |
| 1984 | Амадей                                 | Вольфганг Амадей Моцарт       | Премія «Давид ді Донателло» найкращому іноземному актору Номінація — Премія «Оскар» за найкращу чоловічу роль Номінація — Премія «Золотий глобус» за найкращу чоловічу роль — драма |
| 1986 | Ехо-парк                               | Джонатан                      | |
| 1987 | Танець смерті                          | C.C. Друд                     | |
| 1988 | Домінік та Юджин                       | Домінік «Нікі» Лучано         | Номінація — Премія «Золотий глобус» за найкращу чоловічу роль — драма |
| 1988 | Людина-тінь                            | Девід Рубенстін / Людина-тінь | |
| 1989 | Батьківство                            | Лоуренс «Ларрі» Бакман        | |
| 1989 | Чорна веселка                          | Гері Воллес                   | |
| 1991 | Внутрішнє коло                         | Іван Саньшин                  | |
| 1993 | Безстрашний                            | Стівен Брілльштейн            | |
| 1994 | Франкенштейн Мері Шеллі                | Генрі Клерваль                | |
| 1995 | Крила мужності                         | Антуан де Сент-Екзюпері       | |
| 1996 | Горбань з Нотр-Даму                    | Квазімодо                     | Озвучування Номінація — премія «Енні» за найкраще досягнення в акторській майстерності                                                                                              |
| 2002 | Горбань з Нотр-Даму 2                  | Квазімодо                     | Озвучування Direct-to-video |
| 2004 | Будинок на краю світу                  | Н/Д                           | Продюсер |
| 2006 | Персонаж                               | Доктор Кайлі                  | |
| 2008 | Телепорт                               | Містер Боукер                 | |
| 2009 | Кайл Рябко: Лідер                      | Камео                         | Документальний фільм |
| 2018 | Чайка                                  | Н/Д                           | Продюсер |
| 2022 | Весняне пробудження: Ті, кого ви знали | Камео                         | Продюсер Документальний фільм |
| 2023 | Одного разу на студії                  | Квазімодо                     | Озвучування Короткометражний фільм |

### Телебачення
| Назва                | Рік  | Роль                        | Примітки |
| -------------------- | ---- | --------------------------- | --- |
| Чудові виступи       | 1975 | Молодий Франк               | Епізод: «Провулок незабудок» |
| Американський парад  | 1976 | Брат                        | Епізод: «Пісня про себе» |
| Хроніки Адамса       | 1976 | Студент                     | Епізод: «Розділ X: Джон Квінсі Адамс, конгресмен» |
| St. Elsewhere        | 1983 | Джон Доу #12 / Девід Стюарт | 3 епізоди |
| American Playhouse   | 1986 | Деніел Рокет                | Епізод: «Зліт і падіння Даніеля Рокета» |
| Tall Tales & Legends | 1986 | Квінн                       | Епізод: «Джон Генрі» |
| Вбивство в Міссісіпі | 1990 | Майкл «Міккі» Швернер       | Телевізійний фільм Номінація — Премія «Золотий глобус» за найкращу чоловічу роль мінісеріалу або телефільму Номінація — Премія «Еммі» за найкращу чоловічу роль у мінісеріалі або серіалі-антології, або телефільмі |
| Таємна кімната       | 1993 | Джо                         | Епізод: «Сни про воду» |
| Фрейзер              | 1995 | Кіт (голос)                 | Епізод: «Вона — бос» |
| Хроніки Гейді        | 1995 | Пітер Патроне               | Телевізійний фільм Премія «Еммі» за найкращу чоловічу роль другого плану в багатосерійному фільмі або серіалі в прайм-тайм Премія CableACE за найкращу чоловічу роль другого плану в міні-серіалі або фільмі Номінація — Премія «Золотий глобус» за найкращу чоловічу роль другого плану серіалу, мінісеріалу або телефільму |

## Театр
| Назва                                         | Рік  | Роль                               | Примітки |
| --------------------------------------------- | ---- | ---------------------------------- | --- |
| Equus                                         | 1974 | Алан Стренг                        | |
| Спогад про два понеділки / 27 вагонів бавовни | 1976 | Берт                               | |
| Дванадцять снів                               | 1981 | Сенфорд Сатнем                     | |
| Кілька хороших людей                          | 1989 | Молодший лейтенант Деніел А. Каффі | Номінація — премія «Тоні» за найкращу чоловічу роль у п'єсі Номінація — премія Гелен Хейз найкращу чоловічу роль у п'єсі, гастрольний театр |
| Гамлет                                        | 1992 | Гамлет                             | Номінація — премія Гелен Хейз за найкращу чоловічу роль, місцевий театр                                                                     |
| Правила сидрового дому                        | 1999 | Н/Д                                | Режисер Номінація — Drama Desk Award за найкращу режисуру вистави                                                                           |
| Talking Heads                                 | 2003 | Н/Д                                | Продюсер Номінація — Drama Desk Award за найкращу виставу                                                                                   |
| Весняне пробудження                           | 2006 | Н/Д                                | Продюсер Премія «Тоні» за найкращий мюзикл Drama Desk Award за найкращий мюзикл                                                             |
| American Idiot                                | 2010 | Н/Д                                | Продюсер Номінація — премія «Тоні» за найкращий мюзикл Номінація — Drama Desk Award за найкращий мюзикл                                     |
| У ясний день можна бачити вічність            | 2011 | Н/Д                                | Продюсер |
| Значуща інша особа                            | 2017 | Н/Д                                | Продюсер |
| Ain't Too Proud                               | 2019 | Н/Д                                | Продюсер Номінація — премія «Тоні» за найкращий мюзикл                                                                                      |